# Gunhild Bolander
Gunhild Anna Maria Bolander (i riksdagen kallad Bolander i Romakloster), född Johansson 26 september 1932 i Atlingbo församling i Gotlands län, är en svensk politiker (centerpartist). Hon var ersättare i riksdagen för statsrådet Torsten Gustafsson från den 25 maj 1981 till valet 1982 och ordinarie riksdagsledamot 1982–1994, invald för Gotlands läns valkrets. Till yrket är Bolander ombudsman.

## Biografi
Bolander är dotter till hemmansägaren Bernhard Johansson och Alva Pettersson. Hon studerade på Hemse folkhögskola 1949–1950 och Lövsta lantbruksskola 1950–1951 samt på Visby husmodersskola 1951–1952. Bolander var ombudsman för Gotlands läns centerpartidistrikt 1968–1981 och riksförbundsordförande i Sveriges lottakårer 1992–1995.
Hon var ledamot av Gotlands läns landsting 1966–1970 och satt i kommunfullmäktige i Gotlands kommun 1971–1976. I riksdagen engagerade hon sig främst i regionalpolitik, socialpolitik och försvarsfrågor.
Bolander gifte sig 1952 med lantbrukaren Allan Bolander (1928–2016), son till lantbrukaren Anton Nilsson och Alva Bolander.